# Tapacul de carpó bru
El tapacul de carpó bru (Scytalopus latebricola) és una espècie d'ocell de la família dels rinocríptids (Rhinocryptidae).

## Hàbitat i distribució
Habita el sotabosc de les selves pluvials de muntanya en la Sierra Nevada de Santa Marta, al nord-est de Colòmbia.